# Taxe sur les activités économiques
Vous pouvez aider à l'améliorer ou bien discuter des problèmes sur sa page de discussion.
- La traduction est incomplète. (Marqué depuis novembre 2015)
- Il est orphelin : moins de trois articles lui sont liés. Aidez à ajouter des liens en plaçant le code [[Taxe sur les activités économiques]] dans les articles relatifs au sujet. (Marqué depuis décembre 2009)

Pour les articles homonymes, voir IAE (homonymie).
En Espagne, la taxe sur les activités économiques (Impuesto sobre Actividades Económicas, IAE) est un impôt qui fait partie du système fiscal et est géré par les mairies. Il met en relation de forme directe la réalisation de tout type d'activité économique, tant pour les personnes physiques que morales. À la différence d'autres impôts, sa base est constante indépendamment de la balance de l'activité. Il s'agit d'un impôt direct, obligatoire, proportionnel, réel et de gestion partagée.
L'IAE est du pour un simple exercice de l'activité professionnelle, économique ou artistique, qu'il s'exerce ou pas dans un lieu donné. Ne sont pas considérées les activités agricoles, forestières et piscicoles ou l'élevage.

## Sujets passifs
Sont sujets passifs de l'IAE les personnes physiques ou juridiques et les entités de l'article 35.4 de la Ley General Tributaria, à chaque fois qu'elles réalisent sur le territoire national l'une quelconque des activités à l'origine d'un fait imposable.

## Tarifs de l'impôt
Les tarifs de l'IAE consistent dans une relation ordonnée des distinctes activités économiques qui incluent:
- Description, contenu et classification des activités, en différenciant l'aspect entrepreneurial, professionnels et artistiques.
- Quotas de chaque activité.